# Paul Constans
Paul André Ferdinand Constans (Nefiac, 8 de setembre del 1857 - Montluçon, 4 d'octubre del 1931) va ser un polític rossellonès, diputat a la Cambra de Diputats de la Tercera República Francesa en tres períodes entre el 1902 i el 1931.
Fill d'un modest teixidor, amb quinze anys deixà l'escola del poble per anar a Perpinyà a estudiar. Volia entrar a l'Escola d'Arts i Oficis però, per manca de diners, hagué de cercar feina com a dependent a París. De resultes de contribuir a fundar el sindicat de dependents de comerç de la ciutat, li calgué canviar d'empresa. Per recomanació del seu nou patró, hom el cridà a Montluçon per a dirigir-hi una botiga de teixits.
A la ciutat de l'Allier milità activament al Parti Ouvrier Français. Rebutjà presentar-se a les eleccions municipals dels anys 1893 i 1895, per acabar entrant al consell municipal -i ésser nomenat adjunt a l'alcalde- el 1896. El traspàs del seu amic Jean Dormoy causà que el 8 de gener del 1899 Constans fos escollit alcalde i, el 29 de gener, conseller general de Montluçon-Ouest. Retingué la faixa tricolor fins al 1925, quan la passà a Marx Dormoy, però romangué conseller general de per vida. A partir del 1928 presidí l'Assemblea departamental.
Es presentà a les eleccions per a diputats del vuit de maig del 1898, sense èxit. Guanyà, emperò, les eleccions del 1902 i del 1906. No va ser reelegit el 8 de maig del 1910, però si que ho fou a l'abril del 1914. Després d'una nova derrota a les eleccions del 16 de novembre del 1919, va ser novament elegit el 1924 i el 1928. A l'Assemblea formà part successivament del grup dels Socialistes Revolucionaris, el dels Socialistes Unificats i, finalment, del Partit Socialista. En el seu llarg pas com a diputat formà part de diverses comissions i treballà especialment en favor dels drets dels treballadors i del foment de l'ocupació; hom li deu la creació el 1902 de la comissió pel sufragi universal i propostes de llei perquè es garantís la confidencialitat del vot mitjançant l'ús de sobres i de cabines de votació. El 27 de setembre del 1931, ja greument malalt, els socialistes borbonesos l'homenatjaren amb una gran manifestació amb pesos pesants del partit com Léon Blum, Paul Faure i Renaudel, Bracke. Moria una setmana després.
| «                                                                   | Dès 1898, militant du parti ouvrier français, disciple de Jules Guesde, il était maire de Montluçon. Et, dès cette époque, il avait conçu, pour réaliser l'une après l'autre, toute une série d'œuvres d'hygiène sociale, de protection ouvrière, et de protection de l'enfance. Préoccupations qui furent toujours les siennes et que son cœur lui dictait rappelons que Paul Constans, dès 1915, demandait, par une proposition de loi, la création d'un Ministère de la Santé publique. Il était entré à la Chambre el 1902. Il se proposait, aux élections prochaines de ne plus demander le renouvellement d'un mandat qui lui avait été confié et confirmé pendant 30 ans, et qui n'avait subi que deux interruptions seulement. En recherchant, en relisant ses interventions passionnées, où il mettait tout son désintéressement et toute sa foi, j'admirais la ligne si pure, si droite d'une telle vie. Et je comprenais mieux le respect affectueux dont l'entouraient les générations nouvelles, auquel se joignait l'estime profonde de ses collègues de tous les partis. Le nom de Paul Constans ne sera pas oublié | » |
| — Fernand Bouisson, president de l'Assemblea, eulogi del 12.11.1931 | |   |

També intentà entrar al Senat francès i es presentà a les eleccions dels anys 1912, 1920, 1921 i el 1929, endebades.
Diversos carrers a Montluçon, Vallon-en-Sully, Roubaix i Boulogne-Billancourt en recorden el nom. També el Lycee Paul Constans de Montluçon en perpetua el record.

## Mandats a la Cambra de Diputats
| Període               | Circumscripció | Formació parlamentària     |
| 11.5.1902 - 31.5.1906 | Allier         | Socialistes parlementaires |
| 6.5.1906 - 31.5.1910  | Allier         | Socialistes unifiés        |
| 26.4.1914 - 7.12.1919 | Allier         | Parti socialiste           |
| 11.5.1924 - 31.5.1928 | Allier         | Parti socialiste           |
| 29.4.1928 - 4.10.1931 | Allier         | Parti socialiste           |